# Kajnardża (gmina)
Kajnardża (bułg.: Община Кайнарджа)  − gmina w północno-wschodniej Bułgarii, w obwodzie Silistra.

## Miejscowości
Miejscowości wchodzące w skład gminy Kajnardża:
- Dawidowo (bułg.: Давидово),
- Dobrudżanka (bułg.: Добруджанка),
- Golesz (bułg.: Голеш),
- Gospodinowo (bułg.: Господиново),
- Kajnardża (bułg.: Кайнарджа) − siedziba gminy,
- Kamenci (bułg.: Каменци),
- Kranowo (bułg.: Краново),
- Połkownik Czołakowo (bułg.: Полковник Чолаково),
- Poprusanowo (bułg.: Попрусаново),
- Posew (bułg.: Посев),
- Srediszte (bułg.: Средище),
- Strełkowo (bułg.: Стрелково),
- Swetosław (bułg.: Светослав),
- Wojnowo (bułg.: Войново),
- Zarnik (bułg.: Зарник).